# بيتر بيرو (لاعب كرة قدم)
بيتر بيرو (بالمجرية: Bíró Péter)‏ هو لاعب كرة قدم مجري في مركز الهجوم، ولد في 4 نوفمبر 1997 في دبرتسن في المجر. لعب مع نادي دبرتسني.

## وصلات خارجية
- بيتر بيرو (لاعب كرة قدم) على موقع اتحاد المجر (الهنغارية)
- بيتر بيرو (لاعب كرة قدم) على موقع قاعدة بيانات كرة القدم.إي يو (الإنجليزية)
- بيتر بيرو (لاعب كرة قدم) على موقع Soccerway.com (الإنجليزية)